# A Pallas nagy lexikona
A Pallas nagy lexikona (pol. Wielki leksykon Pallas) – pierwsza węgierska encyklopedia niebędąca tłumaczeniem. Została wydana w latach 1893–1897 przez Pallas Irodalmi és Nyomdai Rt. Encyklopedia ta początkowo składała się z 16 tomów i zawierała 150 000 haseł. W jej tworzeniu brało udział ponad 300 autorów. W 1900 roku wydano dwutomowe uzupełnienia.
W 1998 roku encyklopedia została zdigitalizowana i wydana na CD-ROM.